# Yasuo Tanaka (homme politique)
Pour les articles homonymes, voir Yasuo Tanaka et Tanaka.
Yasuo Tanaka (田中 康夫, Tanaka Yasuo), né le 12 avril 1956 à Musashino, Tokyo, est un romancier et homme politique japonais.
Il a été gouverneur de la préfecture de Nagano de 2000 à 2006, est devenu président du Nouveau Parti nippon et a été élu au parlement japonais.

## Biographie

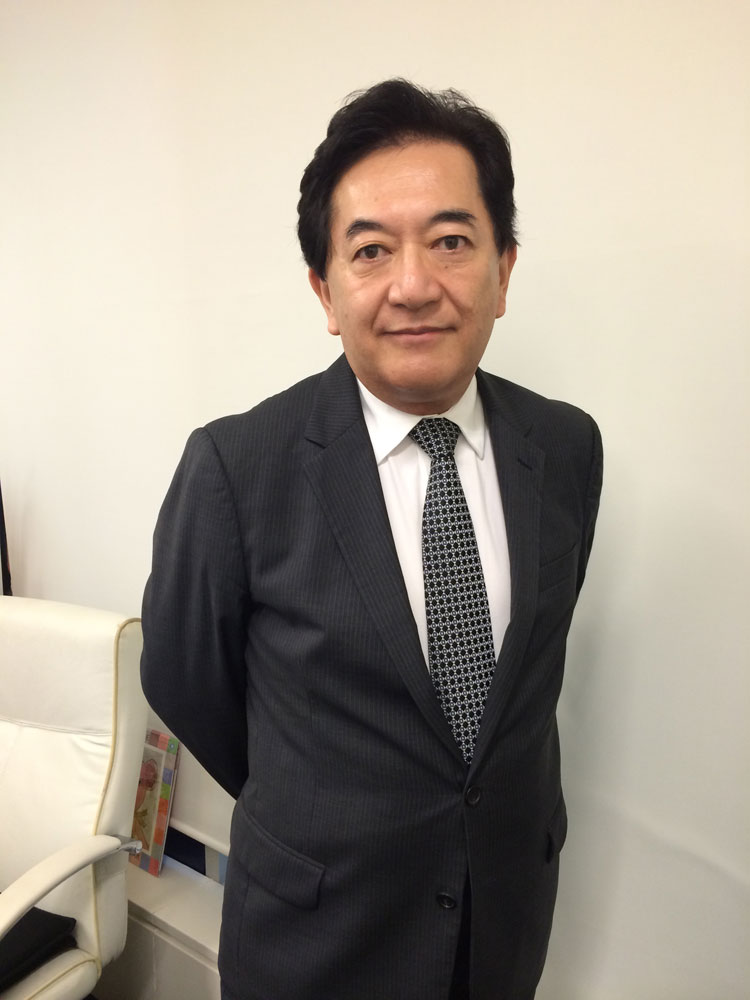
Yasuo Tanaka en 2014.

### Jeunesse et formation
Yasuo Tanaka est né à Musashino, Tokyo, et a déménagé à Nagano à l'âge de 8 ans lorsque son père est devenu professeur à l'Université Shinshū. Il a d'abord échoué aux examens d'entrée à l'université en 1975 et a passé l'année suivante à étudier à Tokyo pour les reprendre. En 1976, il est entré à la faculté de droit de l'université Hitotsubashi. Il a reçu le prix Bungei en 1980 pour son premier roman, Nantonaku, Crystal Feeling, alors qu'il était encore étudiant. Il a obtenu son diplôme la même année et a travaillé brièvement pour Mobil Oil Corporation pendant trois mois avant de partir pour poursuivre sa carrière d'écrivain.
Tanaka s'est mariée après avoir été diplômée de l'université mais a divorcé 11 mois plus tard.[réf. nécessaire]

### Carrière politique
En 2000, Tanaka a été élu gouverneur de la préfecture de Nagano, préfecture rurale du Japon, indépendamment, sans le soutien d'aucun parti politique japonais majeur. Peu de temps après, il est devenu un centre d'attention publique au Japon pour des politiques qui représentaient un changement radical par rapport aux priorités du Japan's bureaucratic establishment. Sa politique comprenait l'arrêt de la construction de barrages, la campagne pour les questions environnementales et l'abolition du Club de presse de Nagano.
Ces politiques ont été conçues pour faire face aux projets de développement public ruineux qui avaient laissé Nagano et beaucoup d'autres préfectures accablées par des dettes. Le Japon est l'un des pays les plus endigués au monde avec plus de 3 000 barrages et pratiquement aucune rivière non obstruée.
En 2002, les députés conservateurs qui ont été contrariés par le défi de Tanaka à des décennies de la politique de l'assiette au beurre l'ont forcé à quitter ses fonctions en votant un vote de défiance. Mais lors de l'élection qui a suivi, Tanaka a réussi son retour, grâce à un vote populaire écrasant.
En août 2005, Tanaka a formé le Nouveau Parti nippon avec une poignée de membres réformistes de la Chambre des représentants.
Il a perdu son poste de gouverneur lors des élections d'août 2006 contre l'opposant du Parti libéral démocrate, Jin Murai. Il a repris ses fonctions politiques lors des élections de juillet 2007 pour la Chambre des conseillers de la Diète nationale, le seul candidat du Nouveau parti Nippon à avoir remporté un grand succès aux élections. En août 2009, il a quitté son siège de la Chambre des conseillers pour se présenter au 8e district de Hyogo à l'élection générale de la Chambre des représentants, au cours de laquelle il a battu Tetsuzo Fuyushiba, qui occupait ce siège depuis 23 ans. Il a été remplacé à la Chambre des conseillers par Makoto Hirayama, qui s'était classé troisième au scrutin du parti lors des élections de 2007.
En tant que président du Nouveau parti Nippon, il a servi à la Chambre des représentants du Japon dans les groupes parlementaires du Parti démocratique et du Nouveau Parti populaire avant de devenir indépendant (en termes de groupe parlementaire) en 2012. Lors de l'élection de la Chambre des Représentants en 2012, il a perdu son siège de représentant du 8e district de Hyōgo au nouveau venu de Kōmeitō, Hiromasa Nakano (ja), avant 2009, le siège avait été occupé par l'ancien secrétaire général de Kōmeitō, Tetsuzō Fuyushiba.